# マイケル・サンデル
マイケル・ジョゼフ・サンデル（英: Michael Joseph Sandel [sænˈdɛl]、1953年3月5日 - ）は、アメリカ合衆国の哲学者、政治哲学者、倫理学者。ハーバード大学教授。ミネソタ州ミネアポリス出身。
コミュニタリアニズム（共同体主義）の代表的論者であり、その論述の特徴は共通善を強調する点にある。また共和主義者を名乗ることも増えている。

## 来歴
1975年（22歳）、アメリカ合衆国マサチューセッツ州ウォルサム市にあるブランダイス大学卒業後、ローズ奨学生として、英国オックスフォード大学ベリオール・カレッジにおいて、学ぶ。1981年（28歳）、オックスフォード大学から、Ph.D.（博士号）の学位を授与される。オックスフォード大学での指導教授は、チャールズ・テイラー、ロナルド・ドウォーキン、アラン・モンテフィオーレ（Alan Montefiore）。1980年（27歳）、ハーバード大学政治哲学の教鞭を取った。
日本生まれのアメリカの社会学者キク・アダット（Kiku Adatto; 日本名だが、日系でもモンゴロイド系でもない）と結婚し、2男をもうける。マイケル・サンデルは、思想的にコミュニタリアンの立場をとっており、テイラー、アラスデア・マッキンタイア、マイケル・ウォルツァーらと共に、ジョン・ロールズを批判したことでも有名である。
民主党のアメリカ大統領ビル・クリントンの要請により、意見具申をした。2002年から2005年まで、ジョージ・W・ブッシュ大統領が設置した生命倫理委員会（The President's Council on Bioethics）の委員を務めた。
2018年アストゥリアス皇太子賞社会科学部門受賞。

## 評価
- ドイツでは、いわゆるフランクフルト学派（アメリカ亡命を果たしたユダヤ人学者・ドイツ国内ユダヤ人サークル）の第2世代、とりわけハーバーマス（社会学者）が、サンデルの思想に共感を寄せた。そのためドイツでは、サンデルの著作もハーバーマスによって紹介されている[2]。
- 地域社会の公共性の基盤となる思想を米国から逆輸入し、サンデルらの主導するコミュニタリアニズムに頼ったドイツでは、フランクフルト学派の企図した通り、かつてテニエスが提唱した伝統的な「民族共同体」的着想を破壊することに成功を収めた。しかし、ドイツの地域共同体からは自国の歴史・文化・伝統が失われた。そのため、価値の相対性を認めるコミュニタリアニズムの思想は、むしろ「人々の繋がり・関係性を破壊する」思想であり、「国内の政情を混乱に落としめる」ものとして警戒されている。
- ドイツの政治学者レーゼ＝シェーファー（Reese-Schäfer）は、移民が急速に増加する傾向にある現在、ハーバーマスが米国から輸入したコミュニタリアニズムが、米国的な文化多元主義の発想とジンテーゼを起こしつつあるとした上で、「共有されるべき価値基準を持たないまま様々な文化圏から多様な宗教や多元的な道徳観念が持ち込まれるならば、社会の内部に無数のゲットーが形成されてしまう。」と次のように結論している。
「（サンデル的なコミュニタリアニズムの発想は、わが国ドイツにおいて）集団的排斥主義を帰結しかねない。これは、集団個別主義/集団至上主義的なゲットーの形成、つまり、排他的で特殊な『市民感覚･市民感情』によって結ばれたゲットーの形成を促す。そのため、民主主義的な公共性そのものの崩壊をもたらしかねない。」
"... Das Resultat wäre ein Gruppenautoritarismus, der bewirken würde, dass das demokratische Gemeinwesen zerfällt "in Kulturghettos der Kollektive, die jeweils ihren eigenen, d.h. partikularistischen 'Bürgersinn' haben."[3]

## 人物
- 能力主義においては、「われわれはどれほど頑張ったとしても、自分だけの力で身を立て、生きているのではないこと。才能を認めてくれる社会に生まれたのは幸運のおかげで、自分の手柄ではないことを認めなくてはならない。」と結論付けている。[4]

## 著書

### 単著
- Liberalism and the Limits of Justice, Cambridge: Cambridge University Press, 1982, 2nd ed., 1998. ISBN 0521562988
『自由主義と正義の限界』（菊池理夫訳、三嶺書房、1992年／第2版、1999年、ISBN 4882941163）
『リベラリズムと正義の限界』（改訂改題、勁草書房、2009年、ISBN 4326101881）
- Democracy's Discontent: America in Search of a Public Philosophy, Cambridge: Belknap Press of Harvard University Press, 1996. ISBN 0674197445
『民主政の不満: 公共哲学を求めるアメリカ〈上〉手続き的共和国の憲法』（勁草書房、2010年。ISBN 4326101962）
『民主政の不満: 公共哲学を求めるアメリカ〈下〉手続き的共和国の憲法』（勁草書房、2011年。ISBN 4326101970）
（金原恭子・小林正弥監訳/ 千葉大学人文社会科学研究科公共哲学センター 訳、勁草書房、2010-11年）
- Public Philosophy: Essays on Morality in Politics, Cambridge: Harvard University Press, 2005. ISBN 0674019288
『公共哲学: 政治における道徳を考える』（鬼澤忍訳、筑摩書房（ちくま学芸文庫）、2011年6月、ISBN 4480093877/）
- The Case against Perfection: Ethics in the Age of Genetic Engineering, Cambridge: Belknap Press of Harvard University Press, 2007. ISBN 067401927X
『完全な人間を目指さなくてもよい理由: 遺伝子操作とエンハンスメントの倫理』（林芳紀・伊吹友秀訳、ナカニシヤ出版、2010年、ISBN 4779504767）
- Justice: What's the Right Thing to Do?, Farrar Straus & Giroux, 2009. ISBN 0374180652
『これからの「正義」の話をしよう いまを生き延びるための哲学』（鬼澤忍訳、早川書房、2010年、ISBN 978-4152091314）
- What Money Can't Buy: The Moral Limits of Markets, New York: Farrar, Straus and Giroux, 2012. ISBN 0374203032
『それをお金で買いますか: 市場主義の限界』（鬼澤忍訳、早川書房、2012年、ISBN 415209284X）
- The Tyranny of Merit: What's Become of the Common Good?, Farrar, Straus and Giroux, 2020. ISBN 0241407605
『実力も運のうち 能力主義は正義か?』（鬼澤忍訳、早川書房、2021年、ISBN 4152100168）

### 共著
- Equality - What It Means and Why It Matters?
『平等について、いま話したいこと』（トマ・ピケティ共著、岡本麻左子訳、早川書房、2025年、ISBN 978-4-15-210401-4）

### 編著
- Liberalism and its Critics, New York: New York University. Press, 1984. ISBN 0814778410
- Justice: A Reader, New York: Oxford University Press, 2007. ISBN 0195335120

## テレビ出演
- ハーバード白熱教室（原題: Justice with Michael Sandel NHK教育テレビ、2010年） - 日本での放送を機に、NHKはサンデルによる講義スタイルの番組を制作している。
- たけしのIQ200〜世界の天才が日本を救う〜（日本テレビ系、2011年2月21日、日本語吹替：山寺宏一）
- 『マイケル・サンデル教授in福岡〜日本の希望について話そう〜』（2013年1月26日 12時 - 12時54分、BS-TBS） - 2012年に西南学院大学で行われた特別講義を放送。

## ベースボールファンとして
メジャーリーグベースボール(MLB)のボストン・レッドソックスのファンとしても知られ、野球好きの顔を持っている。またかねてより日本野球にも興味を示していた。それを受けて日本のプロ野球球団の読売ジャイアンツが2011年3月25日の公式戦開幕試合（対横浜ベイスターズ戦／東京ドーム）の始球式ゲストとしてサンデルを招聘することを予定していた。しかし、東日本大震災の発生によってこの開幕戦は中止となり、開幕自体が4月12日に延期された上、東京ドームでの試合も4月中には行われなかった（東日本大震災によるスポーツへの影響#日本プロ野球を参照）。
ジャーナリストや政治家志望だった若かりし頃に少年野球のコーチを務めており、自チーム選手のエラーをカバーしてアウトを捕った場合にスニッカーズをチーム全員に振舞ってインセンティブ（モチベーションの向上）を上げていたことが新聞記事に紹介された。